# Yann Tatibouët
Yann Tatibouët né le 16 juin 1972 à Auray (Morbihan) est un écrivain français de langue française et bretonne.

## Biographie
Yann Tatibouët grandit au Bono sur les rives du golfe du Morbihan. Après des études d'histoire, il devient instituteur en langue bretonne.
Outre son activité de romancier, Yann Tatibouët est chroniqueur pour la revue bonoviste Sur le pont et conférencier sur le thème des croyances dans la société traditionnelle bretonne.
Il travaille régulièrement avec Hugues Mahoas, illustrateur et peintre, notamment pour l'écriture de scénarios de la série d'animation La Vache, le Chat et l'Océan. C'est aussi avec ce dernier qu'il crée en 2014 Le Club de l'Au-delà une série pour la jeunesse. Ses romans graphiques entraînent les jeunes lecteurs sur les pas de Youna, Maël et Loïc qui aident les fantômes à passer dans l'Autre Monde.
Avec Christine Corniolo-Baillot, il publie L'Histoire de Bretagne racontée aux enfants en six tomes.
Plus récemment, il lance une nouvelle collection de romans jeunesse intitulée « Les Portes de l'Autre Monde », illustrée par Stéphane Heurteau.

## Œuvres
Romans
- Priez pour nous, roman historique, éditions Le Forban du Bono, 2004
- Tenter le diable, roman historique (suite de Prier pour nous), éditions Le Forban du Bono, 2006  (ISBN 9782952522106)
- Les Mémoires du dernier barde breton, roman, éditions Keltia Graphic, 2009  (ISBN 9782353130542)
- La Veillée des ombres, roman, éditions des Montagnes Noires, 2011  (ISBN 9782919305087)
- Le Trésor de l’Ankou, roman pour la jeunesse, éditions du Bout de la Rue, 2011  (ISBN 9782916620916)[1]
- Dans le sillage des forbans, éditions des Montagnes Noires (réédition de Prier pour nous et Tenter le diable dans un volume)  (ISBN 9782919305384)[2]

Livre illustré
- Aenor, la fée perdue, livre illustré bilingue breton-français pour la jeunesse, éditions du Bout de la Rue, 2012  (ISBN 9781091176201)
- Créatures légendaires de Bretagne et d'ailleurs (illustré par Christophe Boncens).

Séries
- La Vache, le Chat et l'Océan, dessin animé, scénariste, 2006
- Le Club de l'Au-delà (Ar Bed All en breton), série pour la jeunesse, éditions Coop Breizh, 2014. Huit tomes : 
  - Les Naufragés de Gavrinis  (ISBN 9782843466458)
  - Le Chevalier de Suscinio  (ISBN 9782843466465)
  - Le Gardien du phare de Tévennec  (ISBN 9782843466472)
  - Le Bagnard de Belle-Île  (ISBN 9782371330139)
  - Le Corsaire de Saint-Malo  (ISBN 9782371330146)
  - La Fée de Brocéliande  (ISBN 9782371330153)
  - Le Druide des monts d'Arrée
  - Le Naufrageur d'Ouessant
  - Le Paludier de Guérande
  - Le Dragon du Mont Saint-Michel
  - Le Sous-marinier de Lorient
  - La Sorcière de Guerlédan
  - Le Chouan de Kerguéhennec
  - La Sirène du Golfe
- Les Portes de l'Autre Monde, 3 tomes :
- Gelfelinn, l'elfe aux trois griffes
- Arkatan, le korrigan aux crocs d'argent
- Wennedel, la sirène sans mémoire
- Histoire de la Bretagne racontée aux enfants, série documentaire pour la jeunesse, éditions Coop Breizh, 2015. Six tomes :
  - La Préhistoire  (ISBN 9782371330412)
  - Les Gaulois  (ISBN 9782371330429)
  - Les Gallo-romains
  - Des Bretons en Armorique au Royaume de Bretagne
  - Le Temps des ducs
  - De l'Union à la Révolution française (1532-1789)
- Moi Arthur roi de Bretagne : Le jour où j'ai rencontré Merlin (tome 1).
- Istor Breizh kontet d'ar vugale (Histoire de Bretagne racontée aux enfants traduite en breton)[3] :
  - Ar Ragistor
  - Arvorig ar C'halianed
  - Arvorig ar C'halianed-ha-Romaned
  - Eus ar Vretoned en Arvorig da Rouantelezh Breizh
  - Amzer an duged
  - Eus ar Stagidigezh d'an Dispac'h gall (1532-1789)

## Récompenses
- Prix de littérature régionale Lions club 2012 pour le roman La Veillée des ombres[4].
- Second au prix Pierre-Jakez Hélias 2012 décerné par l'Association des écrivains bretons pour le roman La Veillée des ombres[5].